# 水铭漳
水铭漳（1929年—2016年），新加坡著名华商、侨领，为三江会馆任职最久的会长。

## 生平
籍贯浙江省宁波市镇海县水浦，生于新加坡。早年当过学徒，曾先后从事染料业、建筑业、房地产开发。父亲水阿聚逝世，继承家族事业，出任新加坡聚建筑有限公司董事会主席。
曾创立新加坡标准房屋公司，并出任董事长。创办新加坡进步投资私人有限公司，并是董事会主席。曾先后担任有：新加坡宗乡会馆联合总会发起人及常务理事，新加坡三江会馆会长，新加坡中华总商会董事，新加坡同济医院副主席，新加坡宁波同乡会主席等职务。热衷发展教育，担任有：新加坡德惠中学咨询委员会主席，南洋艺术学院董事部副主席，华侨中学董事会董事等职务。并担任有新中友好协会和其他多种社团的领导职务。